# Veljko Batrović
Veljko Batrović (in serbo Вељко Батровић?; Podgorica, 5 marzo 1994) è un calciatore montenegrino, centrocampista del Mornar.